# Cardigan Bay
Cardigan Bay (Welsh: Bae Ceredigion) is een grote inham van de Ierse Zee aan de westelijke kust van Wales. De baai ligt ingesloten tussen Gwynedd en Ynys Enlli (Engels: Bardsey Island) in het noorden en Strumble Head in Pembrokeshire in het zuiden. Het is de grootste baai van Wales.
Aan de baai liggen plaatsen als Fishguard, New Quay, Aberaeron, Llanon, Aberystwyth, Borth, Aberdyfi, Tywyn, Barmouth, Porthmadog en Pwllheli. Onder meer de Teifi en de Aeron monden uit in de baai. Het meeste kustgebied rondom de baai is vruchtbaar landbouwgrond.
De baai heeft talrijke stranden en een unieke mariene fauna met onder meer tuimelaars, bruinvissen en Atlantische grijze zeehonden. Hier bevinden zich het grootste aantal tuimelaars in het Verenigd Koninkrijk.
Tot in het begin van de 20e eeuw kende Cardigan Bay een sterke maritieme industrie. Het stadje Cardigan aan de monding van de Teifi (vandaar de Welshe naam Aberteifi oftewel "Monding van de Teifi") was in de 19e eeuw een prominente haven, die bovendien groter was dan de haven van Cardiff. In die tijd waren er immers meer dan 300 schepen geregistreerd in Cardigan, hetgeen die van Cardiff zevenmaal overtrof en die van Swansea driemaal.
Het centrale en noordelijke gedeelte van de baai herbergt volgens de legende het gezonken koninkrijk van Cantre'r Gwaelod, oftewel de "Honderden Laaglanden".